# Pekka Johansson
Paavo "Pekka" Johansson (Hèlsinki, 21 d'octubre de 1895 – Hèlsinki, 5 de desembre de 1983) va ser un atleta i futbolista finlandès, especialista en el llançament de javelina, que va competir a començaments del segle xx.
El 1920 va prendre part en els Jocs Olímpics d'Anvers, on va disputar dues proves del programa d'atletisme. En el llançament de javelina guanyà la medalla de bronze, mentre en el decatló hagué d'abandonar.
El 1924 va prendre part en els Jocs de París, on fou vuitè en la prova del llançament de javelina.
Va ser tres vegades campió finlandès de decatló (1918 a 1920), així com tres vegades campió de la lliga finlandesa de futbol amb el HJK Helsinki (1917 a 1919). Johansson va establir el rècord nacional de decatló el 1920 i de triple salt aturat el 1916, 1917 i 1920.

## Millors marques
- llançament de javelina. 64,64 metres (1919)
- decatló. 7.474,385 (1919)[1][2]